# Masoarivo (Belo sur Tsiribihina)
Pour les articles homonymes, voir Masoarivo.
Masoarivo est une commune rurale malgache située dans la partie centre-ouest de la région de Menabe.